# Listă de filme românești/S
Aceasta este o listă de filme românești (artistice, de animație și documentare) care încep cu litera S:

## 0–9
- S-a furat o bombă (1962)

## a
- Sadoveanu (1977)
- Salonul numărul 6 (1978)
- Saltimbancii (1981)
- Saltimbanc la Polul Nord, Un (1982)
- Salutări de la Agigea (1984)
- Samantha-s Child (2004)
- Sancta simplicitas (1968)
- Sanda (1990)
- Sania albastră (1987)
- Sant (1936)
- Sarea în bucate (2001)

## ă
- Să mori rănit din dragoste de viață (1983)
- Să treacă vara (1972)
- Să zâmbească toți copiii (1957)
- Să-ți vorbesc despre mine (1987)
- Săgeata căpitanului Ion (1972)
- Săptămâna nebunilor (1971)
- Sărutări (1969)
- Sărutul (1965)

## â
- Sâmbăta morților (1968)

## c
- Scapino (1995) (Teatru)
- Scheci cu Jack Bill (1913)
- Schimbul de mâine (1959)
- Schimb valutar (2008)
- School of Work, The (1959)
- Scoarțe populare (1965)
- Scoica (1966)
- Scoicile nu au vorbit niciodată (1962)
- Scopul si mijloacele (1984)
- Scrisoarea lui Ion Marin catre Scanteia (1949)
- Scrisorile prietenului (1997)
- Scurtă istorie (1956)
- Scurtcircuit (1970)

## e
- Se aprind făcliile (1939)
- Search for the Jewel of Polaris: Mysterious Museum (1999) (TV)
- Second-Hand (2002)
- Secret Kingdom, The (1998)
- Secretul armei secrete (1988)
- Secretul cifrului (1959)
- Secretul lui Bachus (1984)
- Secretul lui Nemesis (1987)
- Secretul reginei Cleopatra (2002)
- Secvențe (1982)
- Semnul șarpelui (1981)
- Senatorul melcilor (1995)
- Sentința (1970)
- Septembrie (1978)
- Septembrie la Pontul Euxin (1970)
- Serata (1971)
- Serbările galante / Les fêtes galantes (1965)
- Serenadă pentru etajul XII (1976)
- Setea (1960)
- Setea pământului (1972)
- Sevraj (2000)
- Sex Trafic (2004)
- Sexy Harem Ada-Kaleh (2001)

## f
- Sfânta Tereza și diavolii (1972)
- Sfântul Mitică Blajinul (1981) (Teatru TV)
- Sfârșitul nopții (1982)

## h
- Shrunken City, The (1998)

## i
- Sibiu-Hermannsstadt (1999)
- Siciliana (Teatru TV)
- Simfonie în alb (1966)
- Simi și Lia (2000)
- Simpaticul domn R (1969)
- Singur (1968)
- Singur de cart (1983)
- Singur printre pelicani (1970)
- Singur printre prieteni (1979)
- Singurătatea florilor (1975)
- Sinucigașul (1991) (Teatru)
- Sistemul nervos (2005)

## l
- Slatina 600 (1968)
- Slugă la doi stăpâni (2001) (Teatru TV)

## n
- Snow (1989)
- Snowbullet (1998)

## o
- Soarele negru (1968)
- Soarele rănit (1966)
- Soarele și trandafirul (1965)
- Soldați fără uniformă (1960)
- Somnul insulei (1994)
- Sosesc de la Paris (1977) (TV)
- Sosesc păsările călătoare (1984)

## p
- Spectacolul spectacolelor (1981)
- Sper să ne mai vedem (1985)
- Speranța (1979)
- Spionul (1913)
- Spitalul special (1993) (Teatru TV)
- Sportul și școala (1970)
- Spre cer (1964)

## t
- Stare de fapt (1996)
- Staroverii (2002)
- Statornicie (1969)
- Stâlpii societății (1988) (Teatru TV)
- Steaua fără nume (1966)
- Stejar - extremă urgență (1973)
- Stele de iarnă (1980)
- Stele la Bucuresti (1934)
- Stelele cu coadă - cometele (1972)
- Sticletele (1963)
- Stimată domnișoară V (1969)
- Stop cadru la masă (1980)
- Straniul paradis (1995)
- Străinul (1964)
- Străinul nebun / Gadjo dilo (1997)
- Străzile au amintiri (1962)
- Studentul (1913)
- Study Opus 1 - Man (1976)
- Stuff That Bear! (2003)
- Sturionii (1959)
- Sturionii (1969)
- Sturionii se pescuiesc pe furtună (1971)

## u
- Sub aripa vulturului (1963)
- Sub cupola albastră (1962)
- Sub cupola circului (1962)
- Sub soarele de mai (1972)
- Sub steagul partidului (1971)
- Subteranul (1967)
- Suflete tari (1979) (Teatru TV)
- Superstițiosul (1956)
- Supraviețuitorul (2008)
- Surorile (1984)
- Sută de gloanțe, O (1972)